# Múrgola falsa
S'anomenen múrgoles falses a diverses espècies de bolets que ressemblen les molt preades múrgoles veritables del gènere Morchella. Tal com Morchella, les múrgoles falses són membres de l'ordre Pezizales, però dins d'aquest grup representen diversos tàxons no relacionats en diverses famílies: Morchellaceae, Discinaceae, i Helvellaceae, molt sovint Gyromitra. D'altra banda, les espècies del gènere Verpa són Morchellaceae i són múrgoles veritables.
Recentment s'ha posat en dubte el grau de comestibilidad de Gyromitra esculenta. Gyromitra esculenta, considerada deliciosa, se sap que és potencialment mortal si es consumeix fresca, però recerques realitzades en la dècada de 1990 conclouen que les toxines subsisteixen fins i tot després dels tractaments denominats "adequats".
Si bé moltes persones mengen múrgoles falses sense mal aparent, algunes persones han desenvolupat expressions de toxicitat aguda i la prova científica recent suggereix que també pot haver-hi riscos per a la salut a llarg termini. Aquests riscos tan sols s'associen amb les espècies Gyromitra esculenta i Gyromitra ambigua. Totes les altres espècies de múrgola falsa són comestibles una vegada cuinades, per la qual cosa la identificació adequada és clau.